# Beaulieu-sur-Layon
Beaulieu-sur-Layon település Franciaországban, Maine-et-Loire megyében. Lakosainak száma 1346 fő (2022. január 1.). Beaulieu-sur-Layon Mozé-sur-Louet, Rochefort-sur-Loire, Val-du-Layon, Chemillé-en-Anjou és Bellevigne-en-Layon községekkel határos.

## Népesség
A település népességének változása:
| Lakosok száma | 948  | 995  | 981  | 1355 | 1416 | 1422 | 1391 | 1368 | 1359 | 1346 |
|               | 1968 | 1982 | 1990 | 2006 | 2013 | 2015 | 2017 | 2019 | 2020 | 2022 |